# Carlos Vial Espantoso
Carlos Augusto Vial Espantoso (Lima, 22 de febrero de 1900-Santiago, 3 de mayo de 1995) fue un abogado, empresario y político chileno, que ejerció como senador de la República y fue ministro de Hacienda de su país, bajo el gobierno del presidente radical Gabriel González Videla entre febrero y octubre de 1950.

## Biografía

### Familia
Era hijo de Francisco Javier Vial Solar y de Francisca Cristina Espantoso. Estuvo casado con Ana Castillo Sánchez, con quien tuvo siete hijos, uno de los cuales, Javier Vial Castillo, fue uno de los principales empresarios bancarios de Chile, presidente del Banco de Chile y del grupo Vial. También fue accionista del Banco Hipotecario de Chile.

### Estudios y vida laboral
Al poco tiempo de nacido su familia se trasladó a Santiago, cursando su educación primaria y secundaria en el Colegio San Ignacio, para luego ingresar a la Escuela de Derecho de la Universidad de Chile. Juró como abogado en 1923, siendo desde entonces un destacado emprendedor de negocios.
Se dedicó a las más variadas actividades empresariales, tales como el comercio o la minería, además del ámbito académico, llegando a ser director y presidente de la Bolsa de Comercio de Santiago durante cuatro años. Fue de igual manera, presidente de la Compañía Sudamericana de Vapores, fundador y presidente de empresas como VESTEX, S.A.; director de la Compañía de Petróleos de Chile, COPEC; vicepresidente de la Embotelladora Andina S.A.; director de la Sociedad Constructora de Establecimientos Educacionales; consejero de la Cooperativa Vitalicia.
Fundó a su vez el Banco Sud Americano. Además, formó parte del Consejo Superior de la Pontificia Universidad Católica (PUC), de la Fundación Santa Ana y de otras obras consagradas a la beneficencia pública. Se dedicó también, a las actividades agrícolas, en la propiedad del fundo "Los Jazmines" en Melipilla.

## Carrera política
Inició sus actividades políticas cuando se integró al Partido Conservador Social Cristiano (PCSC). El 27 de febrero de 1950, fue nombrado por el presidente radical Gabriel González Videla, como ministro de Hacienda; ejerciendo el cargo hasta el 19 de octubre del mismo año.
Posteriormente, en las elecciones parlamentarias de 1957, fue como elegido senador por el Partido Conservador Unido (PCU) representando a la Sexta Agrupación Provincial, correspondiente a Curicó, Talca, Maule y Linares, para el periodo legislativo 1957-1965. Durante su gestión participó en la Comisión Mixta de Presupuesto, entre 1958 y 1960 y fue miembro del Comité parlamentario del Partido Conservador. Además, fue miembro integrante en el Banco Central, en representación del Senado. Tras ello se retiró de la vida pública para pasar a dedicarse a los negocios.

### Últimos años y actividades
Entre otras actividades, se destacó como escritor, autor de ensayos y novelas.
Fue condecorado con la Orden de San Silvestre y Comendador del Gobierno de Ecuador.
Fue socio del Club de La Unión, del Club Hípico y del Automóvil Club de Chile.
En su testamento creó la Fundación que lleva su nombre, encargada de promover iniciativas de emprendimiento empresarial en Chile y que anualmente entrega un prestigioso galardón en el rubro.
Falleció en Santiago el 3 de mayo de 1995.